# Сонечко (видання)
«Сонечко» — ілюстрований двотижневик для дітей, виходив у Рівному (Волинь) 1935 — 37, у видавництві Товариства «Українська Школа»; згодом місячник (1938—39), який виходив у Рівному за редакцією Л. Іщука, А. Вівчарука, Д. Ковпаненка. 
Друкувалися твори для дітей І. Франка («Синій Лис»), Панаса Мирного («Морозенко»), Б. Лепкого («На Святий Вечір», «Нова радість стала, що на небі хвала»), а також Л. Глібова, С. Руданського, Б. Грінченка, О. Олеся, Г. Чупринки, М. Жука, А. Крушельницького, Ю. Клинового та ін. 